# Ferfer
Cet article concerne la localité. Pour le district, voir Ferfer (woreda).
Ferfer est une ville d'Éthiopie située à la frontière entre l'Éthiopie et la Somalie dans la zone Shabelle de la région Somali. C'est le chef-lieu du woreda de même nom.
Ferfer se trouve vers 200 m d'altitude.
D'après le recensement de 2007, elle compte 2 084 habitants. 
Elle a été le théâtre de combats entre troupes éthiopiennes et somaliennes pendant le conflit frontalier de 1964, et temporairement occupée par les troupes somaliennes au cours de la guerre de l'Ogaden en 1977-1978. 